# Romuald Pramberger
Pater Romuald Pramberger OSB (* 12. April 1877 in Pöchlarn; † 7. April 1967 in Mautern in Steiermark) war ein österreichischer Volkskundler und Schriftsteller. Er gehörte dem Benediktinerorden an.

## Leben
Pramberger, mit Taufnamen Julius, wuchs in Pöchlarn auf und studierte Theologie, Rechtswissenschaften und Philosophie an den Universitäten von Wien, Innsbruck, Rom und Salzburg. 1899 trat er bei den Benediktinern im Stift Melk ein und war ab 1903 im Stift Sankt Lambrecht in der Steiermark. 1904 erfolgte die Priesterweihe. Neben seiner geistlichen Tätigkeit war er bis 1938 Konservator des Bundesdenkmalamtes in Wien. Von 1943 bis 1947 war Pramberger Schlosskurat in Anif. Während der NS-Zeit wurde Pramberger, der als regimekritisch galt, vom Leiter der Forschungsgesellschaft Ahnenerbe, Wolfram Sievers, vor Verfolgung geschützt.
Pramberger war als Volkskundler im traditionellen Sinn, d. h. bei der Erforschung und Dokumentation von Tracht, Volksglauben und Volksliedern tätig. Er war ein Pionier der Feldforschung und legte eine umfangreiche Sammlung volkskundlicher Gegenstände an, die im Stift Sankt Lambrecht aufbewahrt wird. Sein Hauptwerk jedoch bestand in der Sammlung von Märchen und Sagen aus der Steiermark, die ihm zumeist von den Menschen des Landes selbst erzählt und von ihm erstmals schriftlich aufgezeichnet wurden. 1935 veröffentlichte er eine Auswahl davon im Buch Märchen aus Steiermark.
Er stand in engem Kontakt zu anderen volkskundlichen Forschern wie Viktor von Geramb. Im Landesmuseum Joanneum in Graz sind 45 handbeschriebene Folianten mit jeweils etwa 500–600 Seiten inklusive Illustrationen vorhanden, die Prambergers volkskundliche Aufzeichnungen enthalten.

## Volkskundliche Sammlung Pramberger
Die Volkskundliche Sammlung Pramberger ist eine Dauerausstellung im Stiftsmuseum des Stifts St. Lambrecht und umfasst Gegenstände aus dem Alltag der Bauern und Gewerbetreibenden früherer Zeiten.